# Spinotarsus lobatus
Spinotarsus lobatus är en mångfotingart som beskrevs av Kraus 1960. Spinotarsus lobatus ingår i släktet Spinotarsus och familjen Odontopygidae. Inga underarter finns listade i Catalogue of Life.